# Le Palais
 Le Palais  (en bretón "Porzh-Lae") es una población y comuna francesa, situada en la región de Bretaña, departamento de Morbihan, en el distrito de Lorient y cantón de Belle-Île. Es la capital de la isla y constituye su puerto más importante, con conexiones diarias por ferry con el continente.
Entre sus lugares de interés, destaca la Ciudadela reformada por Vauban y el pequeño puerto que protege, así como las murallas de la parte alta, que datan del siglo XIX.

## Demografía
| 2728 | 2661 | 2634 | 2389 | 2435 | 2457 |
| Para los censos de 1962 a 1999 la población legal corresponde a la población sin duplicidades (Fuente: INSEE [Consultar]) |      |      |      |      |      |